# Kanton Agen-4
Der Kanton Agen-4 ist seit 2015 ein französischer Wahlkreis im Arrondissement Agen, im Département Lot-et-Garonne und in der Region Nouvelle-Aquitaine; sein Hauptort ist Agen. 

## Gemeinden
Der Kanton besteht aus zwei Gemeinden und Gemeindeteilen mit insgesamt 18.110 Einwohnern (Stand: 1. Januar 2022) auf einer Gesamtfläche von 17,69 km²:
| Gemeinde      | Einwohner 1. Januar 2022 | Fläche km² | Dichte Einw./km² | Code INSEE | Postleitzahl |
| ------------- | ------------------------ | ---------- | ---------------- | ---------- | ------------ |
| Agen          | 8.750                    | 4,80       | 1.823            | 47001      | 47000        |
| Le Passage    | 9.360                    | 12,89      | 726              | 47201      | 47520        |
| Kanton Agen-4 | 18.110                   | 17,69      | 1.024            | 4704       | –            |

1. ↑   Nur der westliche Teil der Gemeinde, der Rest verteilt sich auf die Kantone Agen-1, Agen-2 und Agen-3.